# 第3集团军 (罗马尼亚)
第3集团军（羅馬尼亞語：Armata a 3-a Română）是罗马尼亚陆军的一支集团军，活跃于19世纪至20世纪90年代。第二次世界大战期间，它作为德国B集團軍的一部分，在乌克兰、克里米亚和高加索地区作战。彼得·杜米特雷斯库将军大部分时间指挥第3集团军。

## 历史
第二次世界大战爆发后，1939年9月罗马尼亚重组第3集团军，与第4集团军一起守卫罗马尼亚-苏联边境。1940年夏天，苏联入侵比萨拉比亚期间，它在发出最后通牒后不战而撤。1941年3月，彼得·杜米特雷斯库中将接管了军队，并领导这支军队参加了整个对苏战争。
1941年6月22日巴巴罗萨行动开始，罗马尼亚也对苏联宣战。此时，德国第11集团军正在罗马尼亚领土上驻扎。对普鲁特河的总攻（慕尼黑行动）直到7月2日才开始。
1941/42年冬天，罗马尼亚第3集团军的大部分部队被撤回自己的驻地。乌克兰和克里米亚的其余部队则由第3集团军指挥。1942年5月，现已增援的部分部队参加了针对1941年底登陆刻赤半岛的苏联第51集团军的猎鸨行动。这次行动完成后，攻占塞瓦斯托波尔的准备工作得到加强。第3集团军的山地军覆盖了德军两个攻击军之间的中间地带。到1942年7月4日，守卫的独立海岸军实际上已被摧毁，超过90,000人被俘。第3集团军在克里米亚的战斗中损失了大约19,000人。
第3集团军隶属于德国第17集团军；8月初，它仅由骑兵军组成，从顿河下游攻击塔曼半岛以及阿纳帕和新罗西斯克等港口城市。留在克里米亚的山地军团于9月初参加了布吕歇尔行动。这些行动完成后，第3集团军的最高指挥部被撤回斯大林格勒附近的前线，那里的许多罗马尼亚部队已经与德国第6集团军一起作战。
第3集团军包含唯一由德国人训练的罗马尼亚部隊，因此在斯大林格勒战役期间，它的战斗力明显优于羅馬尼亞第4集团军的部队。1942年底，蘇聯發動天王星行動，徹底摧毀了罗马尼亚第3集团军。
1944年春，新的第3集团军成立，但不再部署在罗马尼亚和被占领土之外。1944年春，第3集团军和德国第6集团军组成了杜米特雷斯库集团军，该集团军随后撤至布格河。与乌克兰第3方面军相对的是赫尔松和敖德萨地区的防御战以及向普鲁特河的撤退战。苏联的“雅西-基希讷乌”行动和1944年8月下旬罗马尼亚政变最终导致安东内斯库独裁政权的垮台和罗马尼亚的倒戈。在与苏联停战协定签订之前（9月12日），许多罗马尼亚军队成员成为苏联战俘。